# Bibliothek des Museums von Herat

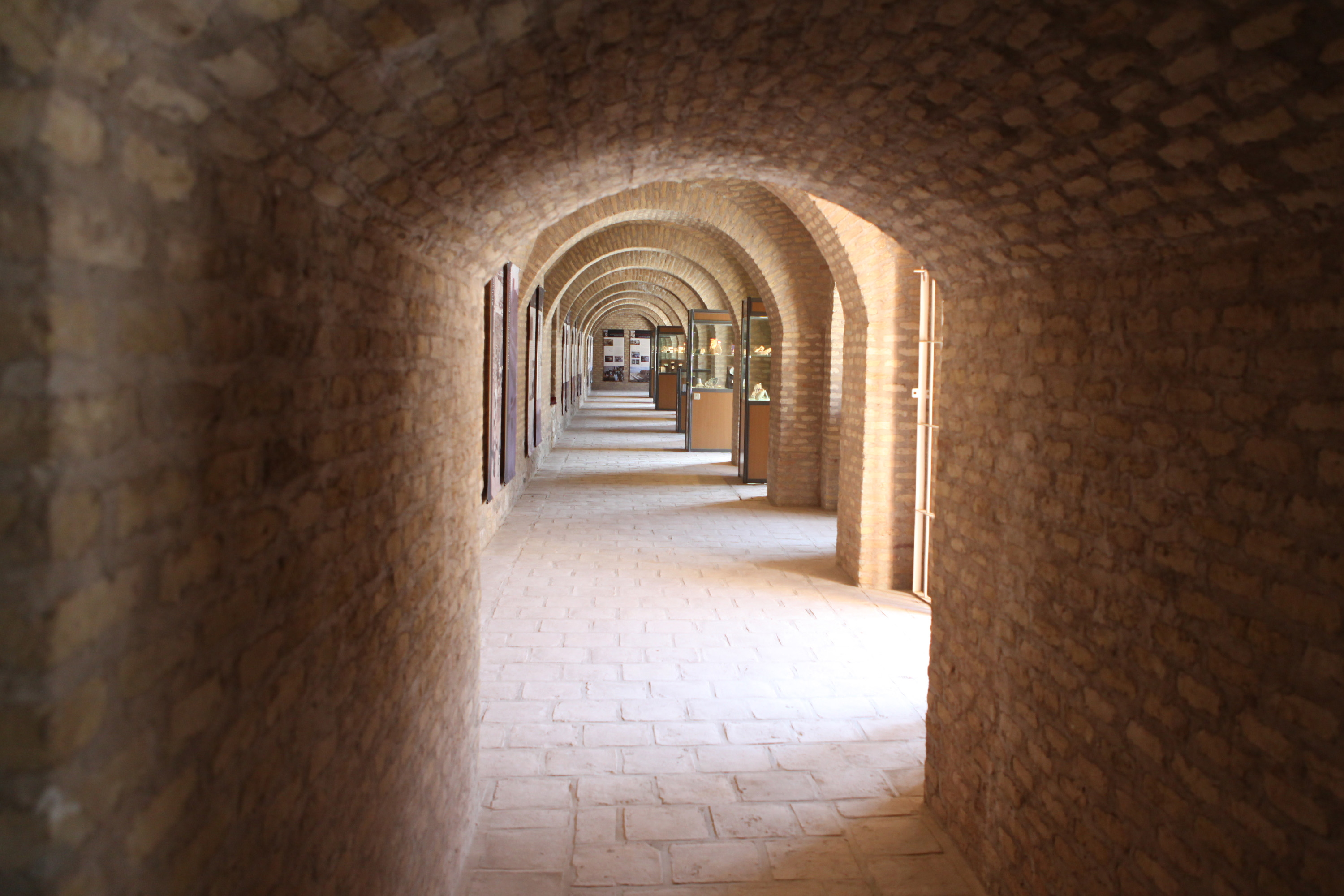
Innenraum des Museums, 2011

Die Bibliothek des Museums von Herat befindet sich im Nationalmuseum Herat, das 1925 gegründet wurde. Wie viele Kultureinrichtungen in Afghanistan, so ist auch die Bibliothek stark gefährdet, ebenso wie das Museum von Herat. Letzteres barg vor 1979 mehr als 3000 Objekte. Um weitere Plünderungen im Zuge des Afghanistankrieges zu verhindern, verlagerte der Gouverneur Muhammad Ismāʿil 1994 die Ausstellungsstücke aus der Zitadelle von Herat in ein eigenes Gebäude, so dass das Museum im Herbst 2004 wieder eröffnet werden konnte. Dort wurden in 57 Vitrinen mehr als 1000 Objekte ausgestellt. Mit deutscher Unterstützung wurden die Bestände partiell inventarisiert. Mangels archäologischer Grabungen sind die ältesten Objekte Kupferpfeilspitzen aus dem späten 3. Jahrtausend v. Chr.
Einige der Bücher in der Bibliothek reichen bis in das 15. Jahrhundert zurück, als Herat unter den Timuriden zur Hauptstadt wurde. Dazu gehört auch eine Thora-Rolle, die auf die kleine jüdische Gemeinde in der Hauptstadt verweist. Zwischen September und Dezember 2008 sollen 22 bis zu 3000 Jahre alte Ausstellungsstücke aus dem Museum verschwunden sein, wie Ayamuddin Ajmal, der Direktor der Abteilung für historische Stätten in Herat, berichtete.